# 橙新聞
《橙新聞》是香港的一家建制派網絡媒體，2014年由雲通科技有限公司創立，其母集團為聯合出版集團。

## 關系
2015年4月13日，香港《壹周刊》記者調查發現雲通科技有限公司由聯合出版集團持有，而「聯合出版集團」則由中央人民政府駐香港特別行政區聯絡辦公室全資控股的中國大陸空殼公司「廣東新文化事業發展有限公司」持有。而該公司又透過聯合出版集團同時擁有《文匯報》、《大公報》及《香港商報》等親建制派媒體。有評論指香港中聯辦在港透過媒體插手事務。《橙新聞》回應辨稱“員工富愛國情懷，無損中立性”。

## 爭議
《橙新聞》自成立之日起，備受香港民主派媒體關註。2015年10月25日，《蘋果日報》曾就《橙新聞》涉侵權一事申請禁制。

## 立場
在2019年香港反修例風波中，《橙新聞》表現出明顯的親建制派立場，多次報道示威者過分使用暴力的行為，報道內容與泛民主派媒體多有不同。

## 旗下媒體
- 發緊夢：以影片模式發放之媒體，Youtube為其中一發放平台。[9]

## 外部連結
- 橙新聞 （页面存档备份，存于）